# Thyasira flexuosa
Thyasira flexuosa är en musselart som först beskrevs av Montagu 1803.  Thyasira flexuosa ingår i släktet Thyasira och familjen Thyasiridae. Arten är reproducerande i Sverige.

## Underarter
Arten delas in i följande underarter:
- T. f. flexuosa
- T. f. sarsii